# Morten Bisgaard
Morten Bisgaard est un footballeur danois né le 25 juin 1974 à Hadsten. Il évoluait au poste de milieu de terrain.

## Biographie
International, il reçoit 8 capes en équipe du Danemark de 1996 à 2000. Il fait partie de l'équipe danoise lors de l'Euro 2000.

## Carrière
- 1991-1992 :  Randers Freja
- 1992-1998 :  Odense BK
- 1992 :  Randers Freja (prêté par Odense)
- 1993 :  Viborg FF (prêté par Odense)
- 1998-2001 :  Udinese Calcio
- 2001-2004 :  FC Copenhague
- 2004-2007 :  Derby County
- 2007-2009 :  Odense BK[2],[3]